# Histoire de Santa Marta
L'histoire de Santa Marta inventorie, étudie et interprète l'ensemble des événements du passé liés à cette ville.

## Domination espagnole
Les Espagnols, après avoir fondé, en 1510, leur première colonie sur le continent américain, Santa María la Antigua del Darién, voulurent consolider leur présence dans les zones côtières. Santa Marta fut fondée le 29 juillet 1525, le jour de la fête de sainte Marthe d'où son nom, par Rodrigo Galván de las Bastidas. Ce dernier, qui avait affrété trois navires pour se rendre dans la baie de Santa Marta, découverte antérieurement, fit dès son arrivée mettre en œuvre la construction du fort, base de la ville de Santa Marta.

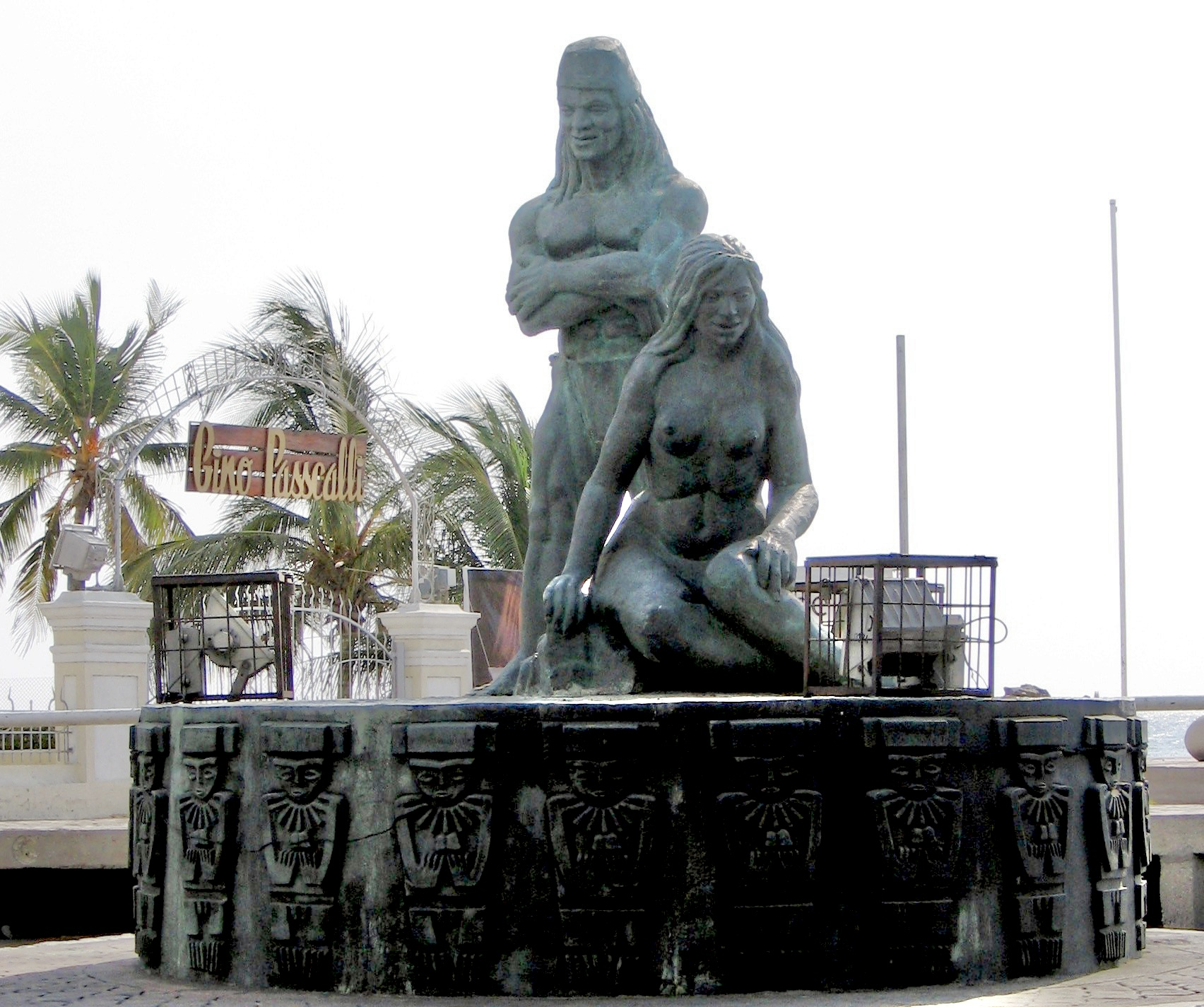
Monument à Santa Marta évoquant les Tayronas.

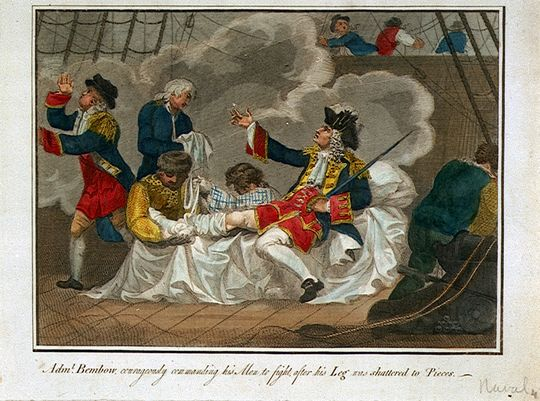
Le vice-amiral anglais John Benbow, blessé, donne ses ordres

Sur le territoire de l'actuel département de Magdalena, les conquistadors découvrirent les Tayronas qui vivaient dans la Región Caribe et avaient une organisation sociopolitique complexe. Guerriers, les Tayronas n'acceptèrent pas la domination espagnole et refusèrent d'abandonner leurs coutumes, leur langue et leurs croyances. Ce peuple fut décimé, mais quelques survivants se retirèrent sur les hauteurs de la Sierra Nevada de Santa Marta.
À partir de 1535, année de la création, pendant la domination espagnole, de la province de Santa Marta - entité de la vice-royauté de Nouvelle-Grenade durant les périodes allant de 1717 à 1723, de 1739 à 1810 et de 1816 à 1819 - Santa Marta en fut la capitale jusqu'à ce que la province de Santa Marta soit dissoute, en 1857.

## Batailles et pillages
Gonzalo Jiménez de Quesada, initialement avocat en Espagne, fut nommé responsable de la Justice à Santa Marta lorsqu'il débarqua en 1535. Un an plus tard, à la tête d'une expédition destinée à explorer le territoire au sud, il partit de Santa Marta et, suivant le cours du río Magdalena, il arriva à l'emplacement de la future ville de Tamalameque (fondée en 1544, département de Cesar). Une flotte d'appui partit aussi de Santa Marta avec huit cents hommes. Deux navires seulement parvinrent à Tamalameque et revinrent à Santa Marta avec plus de cinq cents hommes de Gonzalo Jiménez de Quesada.
En juin 1677, le boucanier John Coxon et ses flibustiers pillèrent le port de Santa Marta et firent prisonnier l'évêque pour obtenir une rançon.   
La bataille de Santa Marta est une bataille navale qui eut lieu du 19 au 25 août 1702 entre une escadre anglaise commandée par le vice-amiral John Benbow (1653 - 1702) et une escadre française commandée par l'officier de marine et administrateur colonial français Jean-Baptiste du Casse (1646 ? - 1715) pendant la guerre de Succession d'Espagne. Le 19 août 1702, les deux escadres se rencontrèrent au large de Santa Marta. Un terme fut mis à la bataille au bout de six jours.
Dans les premières décennies de la colonisation espagnole, la ville fut souvent incendiée ou dévalisée par les pirates anglais et français, parfois alliés avec les Indiens autochtones Tayronas.
En 1832, la province de Santa Marta fut l'une des seize provinces de la République de Nouvelle-Grenade qui participèrent à la Convention grenadine.

## Indépendance
En 1857, la province de Santa Marta fusionna avec la province de Riohacha pour former l'État fédéral de Magdalena.
C'est à Santa Marta qu'a eu lieu l'une des plus célèbres grèves d'Amérique latine. En 1928, les ouvriers de la United Fruit (devenue Chiquita Brands International) manifestèrent afin d'obtenir de meilleurs logements, l'indemnisation des accidents du travail, mais aussi et avant tout la fin du paiement des salaires en bons échangeables contre des articles de la United Fruit. Le 6 décembre, les ouvriers se réunirent à Ciénaga, à 35 km de Santa Marta, pour entendre l'arbitrage mais se trouvèrent face aux mitrailleuses de l'armée. L'intervention fit des centaines de morts.